# Chip Jackson
Charles Melvin „Chip“ Jackson (* 15. Mai 1950 in Rockville Centre, New York) ist ein amerikanischer Bassist des Fusion und Modern Jazz.

## Leben und Wirken
Jackson studierte von 1970 bis 1973 am Berklee College of Music. In dieser Zeit spielte er mit Herb Pomeroy, John LaPorta, Gary Burton (1972/73), Jeremy Steig und John Abercrombie. 1973/74 war er Mitglied der Thundering Herd von Woody Herman an, mit der er durch Europa und Kanada tourte und das Album Thundering Herd, Live At Montreux einspielte. In den folgenden Jahren arbeitete er bei Chuck Mangione, Horace Silver, Stan Getz, im Thad Jones/Mel Lewis Orchestra, mit Elvin Jones, Al Di Meola und Red Rodney. In den 1990er Jahren war er u. a. mit dem Manhattan Jazz Quintet in Europa und gehörte zu den Bands von Elvin Jones, Roy Haynes und Billy Taylor (ab 1994). Daneben bildete er ein Duo mit Larry Willis und mit Mark Soskin und Danny Gottlieb das Contempo Trio, das 1996 das Album No Jamf’s Allowes vorlegte. 1999 legte er sein Debütalbum Is There a Jackson in the House? mit Dave Kikoski und Billy Hart vor. Jackson wirkte auch an Einspielungen von Jack Walrath, Mike Clark, Joe Beck, Bill Washer, David Janeway, Ravi Coltrane, Grady Tate, Ronny Cuber, Sonny Fortune, Ernestine Anderson, Natalie Merchant, der Central Park Kids und des Manhattan Jazz Orchestra mit. Im Bereich des Jazz war er zwischen 1974 und 2012 an 132 Aufnahmesessions beteiligt.

## Lexigraphische Hinweise
- Martin Kunzler: Jazz-Lexikon. Band 1: A–L (= rororo-Sachbuch. Bd. 16512). 2. Auflage. Rowohlt, Reinbek bei Hamburg 2004, ISBN 3-499-16512-0.